# Christaki Zoğrafos
Christakis Zografos (Qestorat, 1820 – Parigi, 19 agosto 1898) è stato un banchiere greco.
Viene ricordato soprattutto per essere stato una delle personalità più eminenti della comunità greca a Costantinopoli durante l'Ottocento.

## Biografia

### I primi anni e la carriera
Zografos nacque nel villaggio di Qestorat, nell'Albania meridionale, allora parte dell'Impero ottomano, nella regione dell'Epiro settentrionale. Egli frequentò la Scuola di Zosimaia a Ioannina e successivamente si recò ad Istanbul per aiutare il padre nei suoi affari. Egli fu inizialmente socio di una piccola banca di cambio a Galata. Durante il 1854-1881, Christakis divenne rapidamente uno dei principali creditori dello stato ottomano. Zografos si distinse pertanto al punto da divenire uno dei principali banchieri e finanzieri turchi nonché presidente della principale compagnia che controllava il capitale imperiale. Sotto il regno di tre differenti sultani, egli ebbe modo di sedere al Tavolo Imperiale per le Stime e fu presidente del Tavolo di consiglio del patriarcato ecumenico laico-clericale. Per lo status raggiunto, presso gli ottomani egli ottenne il titolo di Effendi, corrispettivo di signore, lord.

### Il benefattore
Christakis Zografos investì gran parte della propria fortuna nel favorire l'educazione della popolazione meno agiata, in particolare nelle aree con maggioranza di provenienza o di origine greca.
Egli offrì enormi somme di denaro per la costruzione dei primi istituti superiori a Costantinopoli, di cui uno è l'attuale (Zographeion Lyceum) nel distretto di Beyoğlu (Pera) proprio a Costantinopoli, mentre l'altro è la scuola femminile di Yeniköy presso il Bosforo, entrambe definite 'Zografeion' proprio in suo onore Egli sponsorizzò inoltre la ricostruzione della biblioteca greca della città. Per promuovere la cultura greca in Europa, donò 1000 franchi alle università di Monaco di Baviera e Parigi per promuovere corsi, seminari e incontri sul tema della lingua e della letteratura greca antiche.
Nella sua casa dell'Epiro egli fondò un college (Zographeion College), che si preoccupò per la prima volta di formare insegnanti di greco antico e moderno. L'ammissione all'istituto era subordinata alla diretta accettazione di Zografos che ogni anno offriva il numero di 60 iscritti (30 maschi e 30 femmine), provenienti da famiglie disagiate, coprendone completamente i costi di studio, vitto e alloggio.
Per il suo grande spirito di cooperazione, presso il Seminario di Halki a Heybeliada (Halki), egli venne insignito della croce d'oro per merito del patriarca ecumenico Gioacchino II.
Suo figlio, Georgios Christakis-Zografos, divenne un noto diplomatico, politico e fu presidente dell'effimera Repubblica Autonoma dell'Epiro del Nord (1914). Tra gli altri suoi figli ricordiamo Maria, moglie di Costantino Karapanou, Sofia, moglie di Alexander Roma, e Teano, moglie del pittore Leonida Deligewrgi.

## L'eredità
Durante il regime comunista in Albania (1945–1992), Zografos e suo figlio G. Christakis-Zografos, vennero stigmatizzati come 'nemici dello stato' al punto che chiunque avesse il cognome di 'Zografos' (che fosse stato parente o meno del noto e defunto banchiere), veniva perseguito. Dopo il 1992 ad ogni modo, la situazione cambiò radicalmente. Attualmente, lo Zografeion di Qestorati, fondato proprio da Christakis Zografos, è stato restaurato e riaperto come museo locale.